# Otačastveni pokret Obraz
Otačastveni pokret Obraz je bila ekstremno desničarska organizacija u Srbiji. Jedni od njihovih glavnih programskih ciljeva bili su uspostavljanje pravoslavnog kršćanstva kao državne religije i vođenje vlasti isključivo od strane etničkih Srba. Osnivač i prvi predsjednik Obraza je Nebojša Krstić koji je 2001. godine poginuo u, kako se službeno priopćilo, prometnoj nesreći. Obraz i neke desničarske organizacije negiraju takvo priopćenje policije. 
U prosincu 2005. godine, srpska policija je svrstala Obraz u fašističke oragnizacije, što je izazvalo burne reakcije srpske desnice. (izvor)
Geslo ove organizacije je "Sve za obraz, obraz ni za što"
Dana 12. lipnja 2012. Ustavni sud Srbije zabranio je pokret Obraz. Nakon ukidanja Obraza organizacija je ponovno registrirana pod imenom Srbski Obraz ta nastavlja širiti šovinističke i ekstremno desničarske stavove.

## Vanjske poveznice
- Službena internet prezentacija  Arhivirana inačica izvorne stranice od 24. kolovoza 2010. (Wayback Machine)
- Članak o progonu Obraza  Arhivirana inačica izvorne stranice od 17. siječnja 2006. (Wayback Machine)
- Vijest o pisanju premijera Srbije Vojislava Koštunice za časopis "Obraz"  Arhivirana inačica izvorne stranice od 4. ožujka 2006. (Wayback Machine)